# Parque eólico do Caramulo

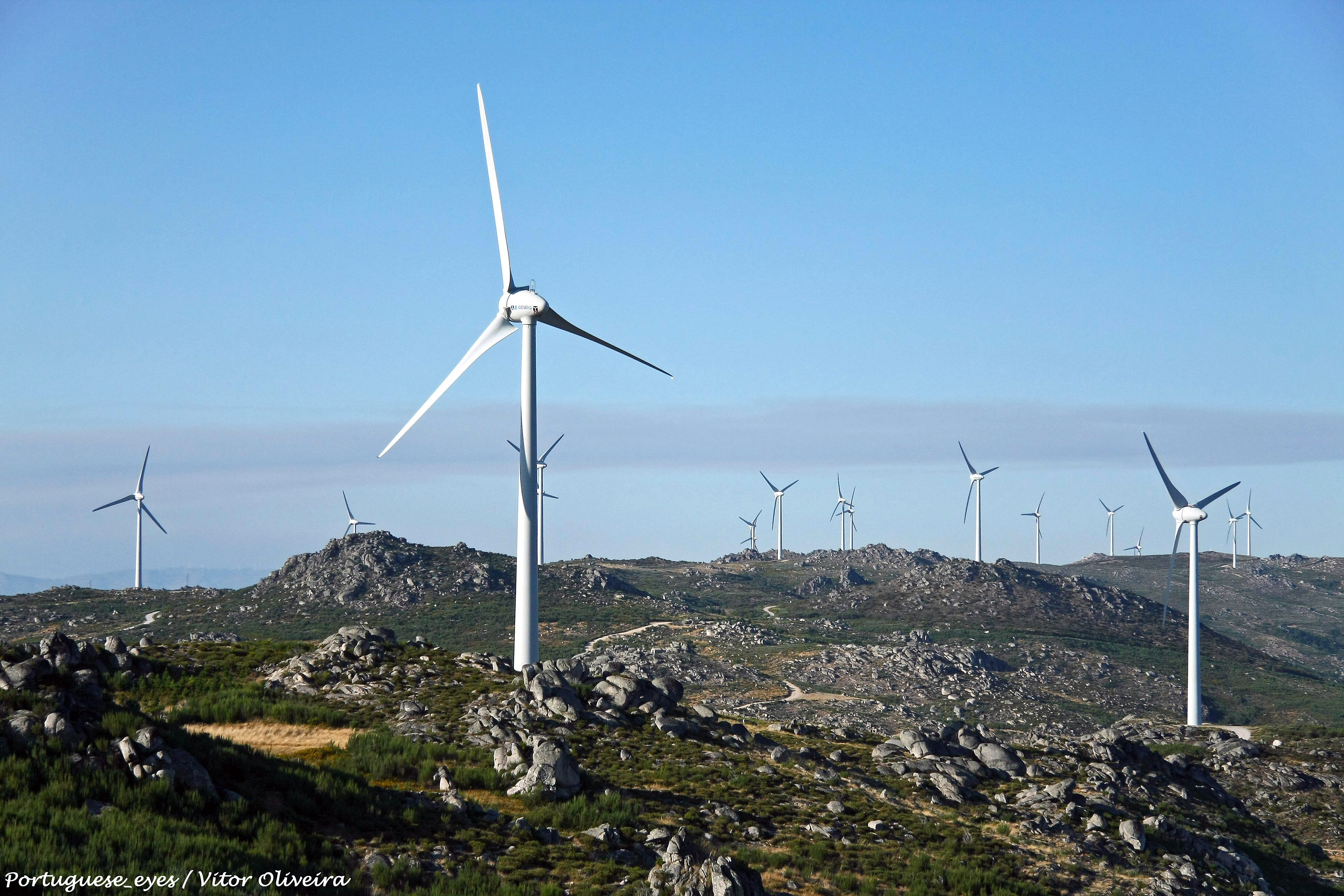

O Parque eólico do Caramulo fica situado na zona de Cadraço, na Serra do Caramulo, e é o primeiro parque eólico do concelho de Tondela. Iniciativa da empresa Finerge, o investimento, de cerca de 1,5 milhões de euros, integra um único aerogerador com potencial para produzir três milhões de kWh de electricidade por ano, equivalente a 12% do consumo doméstico do concelho.
Foi inaugurado no dia 8 de fevereiro de 2006.